# Record of Agarest War
Record of Agarest War (アガレスト戦記?, Agaresuto Senki), conosciuto in Europa come Agarest: Generations of War, è un videogioco di ruolo tattico per PlayStation 3 e Xbox 360. È stato prodotto attraverso la collaborazione tra Idea Factory, Red Entertainment e Compile Heart. La versione rivisitata del gioco  è stata messa in commercio in Giappone per Xbox 360 il 27 novembre 2008.

## Modalità di gioco
La storia procede attraverso vari punti tracciati su una mappa. Visitando ogni punto, il giocatore può capitare diversi eventi, quali combattere e sconfiggere i nemici, completare una quest, visitare una città o di assistere a una conversazione dei personaggi. In genere questi eventi, servono per avanzare nella trama e di aprire nuovi punti.
Il combattimento è come un RPG strategico in cui ogni personaggio ha il suo proprio set di mosse, ma spostando ogni personaggio in una casella appropriata, è possibile "concatenare" i personaggi e creare attacchi combinati. Dopo ogni turno di combattimento, ogni personaggio rigenera i punti AP ed accumula punti SP. Quando sono stati accumulati abbastanza SP, i personaggi possono scatenare attacchi speciali.
Il gioco include degli elementi dating sim indicati con il System Soul Breed. Esso permette al giocatore di creare un nuovo personaggio, perseguendo una relazione con un personaggio femminile di una generazione. La trama del gioco presenta cinque generazioni, ognuno con un protagonista maschile diverso. Per le prime quattro generazioni, il protagonista si sposa con una delle tre eroine scelte, e il loro figlio diventa il protagonista della generazione successiva, il quale eredita le caratteristiche e le abilità dai suoi genitori.

## Release

### Record of Agarest War: Re-apparence
Una versione, conosciuta come Record of Agarest War: Re-apparence è stata distribuita esclusivamente in Giappone per Xbox 360, il 27 novembre 2008. Questa variante si evidenzia con l'ampliamento della galleria fotografica e delle voci dei personaggi. Inoltre, c'è del contenuto scaricabile su Xbox Live riguardante nuovi oggetti ed addirittura, un nuovo dungeon.

### Europa
Il gioco è stato venduto in Europa, con il titolo di Agarest: Generations of War, a cura di Ghostlight. La società ha previsto di pubblicare una versione standard e un'edizione per collezionisti, entrambi usciti il 30 ottobre 2009 per PlayStation 3. Inizialmente, il gioco è stato impostato per utilizzare una copertina con una versione realistica del protagonista; tuttavia, l'accoglienza negativa del pubblico ha portato l'editore a sostituire la copertina con una più fedele all'originale. I 32 pacchetti di DLC sono stati recentemente distribuiti al PlayStation Store europeo da parte di Ghostlight.

### Nord America
Aksys Games mise in commercio il gioco in Nord America con il titolo di Record of Agarest War il 29 aprile 2010. Il gioco è stato distribuito come download (quasi 10 GB) su PlayStation Network, e su disco per Xbox 360. Il gioco mantiene il doppiaggio originale giapponese.

## Prequel
Il prequel del gioco, dal titolo Record of Agarest War Zero è stato distribuito in Giappone il 25 giugno 2009.